# Двобој на Мисурију
Двобој на Мисурију (енгл. The Missouri Breaks) је вестерн филм режисера Артура Пена у коме главне улоге играју Марлон Брандо и Џек Николсон.

## Радња
Дејвид Брекстон (Џон Малајам) већ дуги низ година поседује ранч на реци Мисури. Под његовом влашћу, некада дивље и неплодне земље почеле су временом да рађају богате жетве. Али просперитетни живот фармера привлачи пажњу познатог криминалца коњокрадице, Тома Логана (Џек Николсон). Када је у опасности не само фармерово домаћинство већ и његов породични живот, Брекстон узвраћа ударац. Он унајмљује другог, правог ловца на главе, Клејтона (Марлон Брандо) да се реши једног криминалца. Као резултат, ствари се само погоршавају...

## Улоге
| Глумац           | Улога                |
| ---------------- | -------------------- |
| Марлон Брандо    | Роберт Е. Ли Клејтон |
| Џек Николсон     | Том Логан            |
| Ренди Квејд      | Мали Тод             |
| Кетлин Лојд      | Џејн Бракстон        |
| Фредерик Форест  | Кари                 |
| Хари Дин Стантон | Калвин               |